# Vena del acueducto vestibular
La vena del acueducto del vestíbulo (TA: vena aqueductus vestibuli) es una pequeña vena que viene desde el oído interno. Pasa por el acueducto del vestíbulo. Se vacía en el seno petroso superior.

## Imágenes adicionales

Oído interno.